# Yumjaagiyn Tsedenbal
Yumjaagiyn Tsedenbal (mongol: Юмжаагийн Цэдэнбал) (Urga -actual Ulán Bator-, China, 17 de septiembre de 1916-20 de abril de 1991) fue un político comunista y décimo presidente de la República Popular de Mongolia, desde el 11 de junio de 1974 hasta el 23 de agosto de 1984. Fue elegido mediante el Partido Revolucionario del Pueblo de Mongolia.

## Salida del poder
Tsedenbal se vio obligado a retirarse en agosto de 1984 en un movimiento patrocinado por los soviéticos, oficialmente debido a su vejez y debilidad mental, pero, al menos según documentos desclasificados de la CIA, se debió a su oposición al proceso de acercamiento chino-soviético que había comenzado con el discurso de Leonid Brézhnev en Taskent en marzo de 1982. Jambyn Batmönkh se convirtió en el secretario general del MPRP. Tsedenbal fue removido un mes después de recibir al presidente del Consejo de Estado vietnamita Trường Chinh y solo unos días antes de asistir a una ceremonia en honor del 45 aniversario de la victoria soviético-mongol en la batalla de Khalkhin Gol.
Tsedenbal permaneció en Moscú hasta su muerte; y su cuerpo fue llevado a Ulán Bator, donde fue enterrado.